# Vịt trời Mỹ

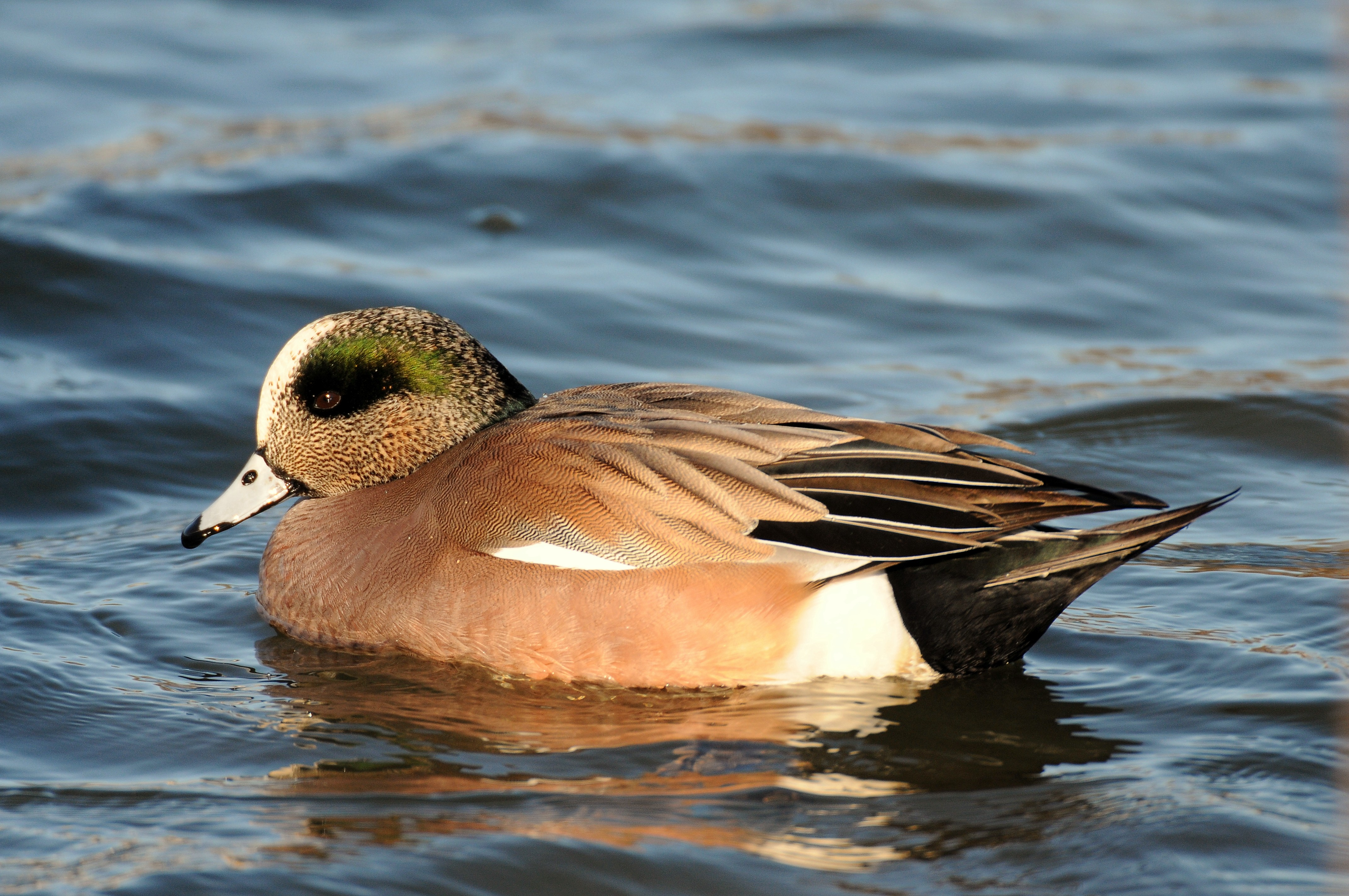
Vịt trống ở New Jersey, Hoa Kỳ.

Vịt trời Mỹ (danh pháp khoa học: Mareca americana) là một loài chim trong họ họ Vịt.
Vịt trời Mỹ được tìm thấy ở Bắc Mỹ. Trước đây được đặt trong chi Anas, loài này được phân loại với các loài vịt mareca. 
Vịt trời Mỹ là một loài chim cỡ trung bình; nó lớn hơn một số loài họ vịt, nhưng nhỏ hơn vịt mốc. Thân dài 42–59 cm (17–23 in), với sải cánh 76–91 cm (30–36 in) và trọng lượng 512–1.330 g (1,129–2,932 lb).